# Branchiobdellida
Branchiobdellida — ряд кільчастих червів класу Пояскові (Clitellata). Більшість представників ряду є коменсалами річкових раків родини Astacidae. Ряд поширений в помірній зоні Європи, Азії та Північної Америки.

## Будова
Тіло складається з 15-17 сегментів та поділяється на 3 відділи: перші чотири сегменти, що злились між собою, утворюють голову; тулуб утворюють наступні 10-12 кілець; решта приходиться на анальний диск. Розміри різних видів різняться в межах 1-12 мм. На краю голови знаходиться ротовий апарат — перистома. У деяких видів наявні пальцеподібні придатки. 9, 10 та 11 сегменти потовщені та утворюють поясок.

## Спосіб життя
Бранхіобделіди прикріплюються анальним диском до спини рака і там проходять більшу частину свого життя. Більшість видів є коменсалами раків, вони живляться дрібними недоїдками, що залишаються після трапези рака. Декілька видів перейшли до ектопаразитизму та п'ють кров у своїх господарів. На одному раку може бути до кількох десяток бранхіобделід, при чому різних видів.

## Класифікація
В ряді описано 147 видів у 5 родинах:
- Bdellodrilidae
- Branchiobdellidae
- Cambarincolidae
- Caridinophilidae
- Xironodrilidae